# Parc Nacional de Gorongosa
Gorongosa és una muntanya i un parc nacional situats al centre-oest de Moçambic. La muntanya té 1.862 metres d'altura. Aquestes muntanyes foren la base principal de la Renamo durant la guerra civil de Moçambic (1977-1992) que hi va establir el seu domini vers 1983.
El parc té una superfície de quatre mil km² i forma la part sud de la gran vall del Rift. Antigament tenia una gran concentració d'animals i fins a 500 espècies d'ocells, però els grans mamífers van quedar molt reduïts durant la guerra civil, amb la cacera descontrolada. Darrerament hi ha informacions d'una lenta recuperació després del 2005 mercès a les aportacions de la fundació Carr, fundada per un milionari americà Greg Carr. La fundació va signar el 2008 un acord amb el govern pel qual cogestionarà el parc durant vint anys.
Els principals animals són impales, antílops aquàtics, antílops oribis, kudus (cérvol africà), porcs senglars berrugosos, hipopòtams, elefants i lleons. Les zebres, nyus i búfals foren reintroduïts el 2006. Les aus tornen a ser nombroses. El parc tanca durant les pluges de desembre a març.

## Història
Territori de caçadors després dels anys vint del segle xx. La primera reserva de cacera, de 1000 km² es va establir el 1920 pels administrador de la Companyia de Moçambic i els seus hostes. El 1935 es va establir una zona de 3200 km² per protegir l'antílop i els rinoceronts negres, molt apreciats del casadors. El final de la concessió i unes inundacions van fer abandonar els establiments que s'havien creat. En endavant fou un lloc de visita turística conegut com a Casa dos Leões. El 1951 es van construir nous edificis a Chitengo. El 1959 uns sis mil turistes visitaven la zona cada any. El 1960 fou declarat parc nacional.
Entre 1960 i 1972 va viure la seva millor època. Un reconeixement aeri vers 1969 comptava 200 lleons, 2,200 elefants, 14.000 búfals, 5,500 nyus, 3,000 zebres, 3,500 antílops, 2,000 impales, 3,500 hipopòtams, i altres animals superaven els 500. Del 1972 al 1975 s'hi van produir algunes caceres il·legals fetes per soldats, però en general es pot dir que la vida animal fou molt poc afectada. El 1976 un nou reconeixement aeri comptava 6.000 elefants i 500 lleons, i quantitats semblants que el 1969 de la resta d'animals. El 1981 s'hi va celebrar la primera conferència nacional sobre vida animal.
El primer atac de la Renamo s'hi va fer el desembre d'aquest any 1981. El parc fou abandonat el 1983. En els següents anys els combats, les caceres massives de zebres, nyus i antílops pels soldats dels dos bàndols, la mort de milers d'elefants i rinoceronts pel vori (que es venia per comprar armes) i la cacera esportiva o la mort per manca de preses dels lleons i altres depredadors, va reduir considerablement la vida animal. Encara que la guerra va acabar el 1992 el descontrol i la cacera il·legal van seguir dos anys més. Elefants, hipopòtams, búfals, zebres, nyus i lleons es van reduir un 90% almenys; en canvi els ocells van ser poc afectats.